# Roger Delageneste
Roger Delageneste (ur. 30 grudnia 1929 w Le Breuil, zm. 14 października 2017) – francuski kierowca wyścigowy i dziennikarz sportowy.

## Kariera
Delageneste rozpoczął karierę w międzynarodowych wyścigach samochodowych w 1959 roku od startu w klasie S 750 24-godzinnego wyścigu Le Mans, w którym nie był klasyfikowany, ale w klasyfikacji klasy był najlepszy. W 1964 w klasie P 3.0 odniósł zwycięstwo, a w klasyfikacji generalnej był siedemnasty. Dwa lata później był drugi w klasie P 1.3. Poza tym brał udział również w innych wyścigach zaliczanych do klasyfikacji Mistrzostw Świata Samochodów Sportowych.